# Two Memories
Two Memories és una pel·lícula muda de la Biograph dirigida per D. W. Griffith i protagonitzada per Marion Leonard i David Miles. Representa el debut cinematogràfic de Mary Pickford. La pel·lícula, de mitja bobina, es va estrenar el 24 de maig de 1909.

## Argument
Quan Henry Lawrence i Marion Francis eren joves estaven enamorats però es produeix una baralla entre ells i es separen. Com que tots dos són forts de caràcter cap d’ells intenta retrobar l’altre. Passen deu anys i Marion s'ha convertit en una dona freda i insensible que es mou molt bé en els bons cercles socials. Mentrestant, Henry cau malalt i sent que pot morir aviat. Un dia llegeix Marion ha tornat d’Europa i decideix escriure-la demanant-li que el visiti per tornar-la a veure una vegada més. Ella es troba en una festa amb un grup d’amics quan li arriba el missatge i en fa broma però els seus acompanyants, animats pel xampany, la indueixen a anar-hi tots junts. Allà troben Henry mort assegut a una cadira i agafant del seu retrat i ella es penedeix de la seva lleugeresa.

## Repartiment
- Marion Leonard (Marion Francis)
- David Miles (Henry Lawrence)
- Mary Pickford (germana de Marion)
- Charles Avery (convidat)
- Florence Lawrence (convidada)
- Mack Sennett (convidat)
- Robert Harron (convidat)
- Lottie Pickford
- Clara T. Bracy
- John R. Cumpson (convidat)
- Anita Hendrie (convidada)
- Arthur V. Johnson (convidat)
- Owen Moore (convidat)
- Anthony O'Sullivan (criat)
- Herbert Prior (convidat)
- Gertrude Robinson (convidada)